# 모하메드 케샤바르즈
모하메드 케샤바르즈 나스라바디(1982년 7월 5일 ~ , 페르시아어: محمد کشاورز نصرآبادی)는 이란의 풋살 선수이다.

## 수상
국가대표팀
 이란
- AFC 풋살 선수권 대회: 우승 (2004, 2007, 2008, 2010)
- 실내 무도 아시안 게임: 우승 (2007, 2013)
- 풋살 컨페더레이션스컵: 우승 (2009)
- 그랜드 프라이즈 데 풋살: 준우승 (2007, 2009)

클럽
 Shensa Saveh
- AFC 풋살 클럽 챔피언십: 우승 (2006)
- 이란 풋살 슈퍼리그: 우승 (2003-04, 2005-06)

 샤히드 만수리
- AFC 풋살 클럽 챔피언십: 준우승 (2011)
- 이란 풋살 슈퍼리그: 우승 (2010-11), 준우승 (2007-08)

 풀라드 마한
- AFC 풋살 클럽 챔피언십: 우승 (2010)
- 이란 풋살 슈퍼리그: 우승 (2009-10)

 기티 파산드
- AFC 풋살 클럽 챔피언십: 우승 (2012), 준우승 (2013)
- 이란 풋살 슈퍼리그: 우승 (2012-13), 준우승 (2011-12, 2013-14)

개인
- 아시아 올해의 풋살 선수상(1): 2011
- AFC 풋살 클럽 챔피언십 MVP(1):2011, 2012